# Uvidicolus sphyrurus
Uvidicolus sphyrurus — вид геконоподібних ящірок родини Carphodactylidae. Ендемік Австралії. Це єдиний представник монотипового роду Uvidicolus

## Поширення і екологія
Uvidicolus sphyrurus мешкають на плато та на схилах південного Квінсленда та на північного Нового Південного Уельса, на південь до Тамворта і на захід до Морі. Вони живуть на кам'янистих схилах і осипах, та серед валунів в лісах і рідколіссях з рідкісним підліском, на висоті від 500 до 1200 м над рівнем моря.